# Under Armour
Az Under Armour egy amerikai sportruházat-gyártó cég. A főhadiszállása a Maryland állambeli Baltimore-ban található. Baltimore-on kívül több nagyvárosban is van egy főhadiszállása a vállalatnak. Jelenlegi jelmondata: I Will (jelentése: "Meg fogom csinálni"). Korábban "Protect This House" ("Védelmezd ezt a házat") volt a szlogen. Ez a szlogen a márka legelső reklámfilmjéből származik, ahol egy futballedző kiabálta ezt. A régi cipős dobozokon a "Protect This House" és az "I Will" szlogenek egyszerre szerepeltek. Az újabb dobozokon már csak az UNDER ARMOUR feliratok és a logó láthatók.
Az Under Armour-t 1996-ban alapította Kevin Plank futballedző. Plank eleinte a nagymamája alagsorában dolgozott, de hamar áttette székhelyét Baltimore-ba. A vállalat legelső találmánya egy olyan póló volt, amely egy különleges technológiának köszönhetően kiszűrte a nedvességet, ezzel szárazon tartva a sportolókat. Hatására a nagy márkák, mint az Adidas, a Nike és a Reebok is kifejlesztették saját nedvesség-szűrő technológiájukat. A ruhadarabokat megvette az NFL, így az Under Armour lassan hírnévre tett szert. A márka akkor ért el nagy áttörést, amikor különböző filmekben megjelentek a cég UA logójával ellátott ruhák, amelyeket többnyire a főszereplők viseltek. A filmek miatt elért hírnév után Plank az újságokban is hirdetni kezdte vállalatát. Hamarosan a cég lett az XFL amerikai futball-szövetség hivatalos ruhaszolgáltatója. Ezután az Under Armour még több sportolót támogatott, olyan nagy nevek is a cég ruháját  viselték, mint például Kevin Durant. 2005-ben nyilvános részvénytársaság (public company) lett.
A vállalat híres lett különféle speciális technológiáiról és szponzorációiról is. Az Under Armour támogatja többek között a népszerű Duck Dynasty című valóságshow-t is.
A cég egyszer botrányba is keveredett, amikor Kevin Plank kijelentette, hogy egyetért azzal, hogy Donald Trump legyen az amerikai elnök. Ez sok emberből felháborodást váltott ki, több sportoló átigazolt más nagy márkákhoz, és sokan ki is fejezték nemtetszésüket.
2019-ben kimutatták, hogy az Under Armour sokkal népszerűbb az idősebb korosztály körében, mint a fiataloknál.